# Капитуляция Майнца (1792)
Капитуляция Майнца (нем. Mainz) - одно из событий Великой французской революции, произошедшее в начале войны Первой коалиции. Французская революционная армия генерала Кюстина 21 октября 1792 года заняла город и крепость Майнц после трехдневной блокады. Французы позже провозгласили здесь Майнцскую республику.

## Предыстория
После начала французской революции князь-архиепископ Майнца Фридрих Карл Йозеф фон Эрталь стал ее ярым противником и дал убежище эмигрировавшим французским аристократам. Это сделало Майнц одним из центров контрреволюции в Европе. 4 августа 1792 года архиепископ Майнца присоединился к австро-прусской коалиции.
Однако после поражения прусских войск в битве при Вальми и их отступления с территории Франции революционная армия, действовавшая на Рейне, получила возможность перейти в наступление.
После ухода 10 сентября войск графа Эрбаха с рейнского театра военных действий на поддержку пруссаков, там со стороны союзников остался слабый трехтысячный отряд майнцского курфюрста, малоспособный к военным действиям. Поэтому овладение Шпейером не представляло никаких затруднений, и 29 сентября Кюстин со своим корпусом в 17 тысяч человек выступил из Ландау, и на следующий день прибыл к Шпейеру. Слабый отряд союзных войск сначала встретил французов в открытом поле, но, отброшенный в результате боя в город, вскоре сложил оружие. Чуть позже был захвачен Вормс.
В начале октября Кюстин направил свою армию на захват Майнца, но, обманутый ложными слухами, вернул ее к Шпейеру. Только в середине месяца, убедившись в отсутствии противника перед его силами, с 13 тысячами вторично двинулся к Майнцу. Остальные его части остались оборонять Шпейер и Вормс от предполагавшихся диверсий со стороны отрядов князя Эстергази и принца Конде.
В Майнце царила паника. 5 октября полки герцога Нассау эвакуировали крепость. Дворяне, епископы, аристократы и их слуги быстро покинули город. По оценкам, от четверти до трети из 25 000 жителей бежали. Какая-то часть революционно настроенного населения ждала прихода французской армии, но около 5000 заявили о своей готовности защищать город. 5000 добровольцев и 3000 гарнизона было достаточно для прикрытия находившихся в хорошем состоянии укреплений города, обеспеченных артиллерией.

## Блокада
В ночь на 18 октября авангард генерала Жана Николя Ушара подошел к Вайзенау, а 19-го числа французская Вогезская армия начала окружение Майнца. Правый фланг французов базировался в деревне Хехтсхайм. Были заняты Бретценхайм, Зальбах, мельница и высоты у Гонсенхайма и лес у Момбаха. Штаб-квартира расположилась в Мариенборне. Одна из французских колонн подошла на расстояние пушечного выстрела к городу. Майнцские войска, строившие передовые укрепления, обстреляли и ранили нескольких человек. 
По завершении операции окружения гаубичные батареи открыли огонь по форту Гаупштайн и всему вокруг, но так как это были всего лишь полевые орудия, французы быстро осознали невозможность бомбардировки города шестидюймовыми снарядами. Инженер Клеманси предложил использовать раскаленные ядра, но Кюстин сказал, что получит город, не прибегая к этим зажигательным средствам.
20 октября на совместном военно-гражданском совете под председательством коменданта графа Гимниха, поддавшимся настроениям значительной части горожан, приветствовавших идеи французской революции, было решено капитулировать без боя. 21 октября французы вошли в город. Гарнизон обязался в течение одного года не служить против Франции. Австрийские подразделения - 1000 штыков - ушли на правый берег Рейна на соединение с частями князя Эстергази.

## Результаты
После овладения Майнцем Кюстин отправил отряд для занятия Франкфурта, который также капитулировал и выплатил большую контрибуцию. Затем была  занята крепость Кёнигштайн, и  французские отряды стали продвигаться между Рейном и Ланом. Позже была провозглашена Майнцская республика.